# Akın Vardar
Akın Vardar (* 2. April 1978 in Aydın) ist ein ehemaliger türkischer Fußballspieler.
Vardar begann seine Karriere bei seinem Heimatklub Aydınspor. In der Saison 1999/2000 wurde er Stammspieler und spielte bis zur Winterpause 2002/03 dort. Er bestritt für die Schwarz-Weißen 140 Spiele.
In der Winterpause 2002/03 verpflichtete ihn Sivasspor. Seit seinem Wechsel zu Sivas schaffte es Akın Vardar bislang nie Stammtorhüter zu werden. In der Saison 2007/08 vertrat er Michael Petkovic während dessen Verletzungspause für 15 Spiele. In der Spielzeit 2009/10 wechselte er sich mit Petkovic häufiger ab. In der Saison 2010/11 kämpfte er mit Sead Ramović und Alişan Şeker um den Platz zwischen den Pfosten und kam dabei auf fünf Einsätze. Ende Januar 2011 verließ er den Klub zu Karşıyaka SK in die vierte türkische Liga. Nach Stationen bei zwei weiteren unterklassigen Klubs beendete er im Jahr 2013 seine Laufbahn.